# Xirón Óros (berg i Grekland, Grekiska fastlandet)
Xirón Óros är ett berg i Grekland.   Det ligger i regionen Grekiska fastlandet, i den centrala delen av landet, 100 km norr om huvudstaden Aten. Toppen på Xirón Óros är 919 meter över havet. Xirón Óros ligger på ön Euboia.
Terrängen runt Xirón Óros är huvudsakligen kuperad. Runt Xirón Óros är det ganska glesbefolkat, med 27 invånare per kvadratkilometer. Närmaste större samhälle är Istiaía, 16,4 km nordväst om Xirón Óros. I omgivningarna runt Xirón Óros växer i huvudsak blandskog.